# 大永寺町
大永寺町（だいえいじちょう）は、愛知県名古屋市守山区の地名。丁番を持たない単独町名である。住居表示未実施地域。

## 地理
名古屋市守山区西部に位置する。東は永森町、西は鳥神町、南は金屋二丁目、北は川宮町に接する。

## 歴史
春日井郡（東春日井郡）大永寺村を前身とする。

### 町名の由来
名古屋城築城時、普請奉行の岡田将監が当地に曹洞宗寿昌山大永寺を建てたことによる。大永は当時の年号。

### 沿革

#### 大字大永寺
- 1889年（明治22年）10月1日 - 町村制施行・合併に伴い、二城村大字大永寺となる[1]。
- 1906年（明治39年）7月16日 - 合併に伴い、守山町大字大永寺となる[1]。
- 1954年（昭和29年）6月1日 - 市制施行に伴い、守山市大字大永寺となる[1]。
- 1963年（昭和38年）2月15日 - 名古屋市へ編入し、同市守山区大字大永寺となる[1]。
- 1978年（昭和53年）6月25日 - 一部が西川原町・新守町・鳥神町・大永寺町・永森町・川宮町・森宮町・村合町となり、一部を金屋二丁目へ編入[5][1][6]。
- 1998年（平成10年）2月16日 - 残部が幸心四丁目となり廃止[7][8]。

#### 大永寺町
- 1978年（昭和53年）6月25日 - 守山区大字大永寺の一部により、同区大永寺町として成立[1]。
- 1998年（平成10年）2月16日 - 一部が幸心四丁目および新守西にそれぞれ編入される[9][8]。

### 字一覧
1932年（昭和7年）発行『明治十五年愛知県郡町村字名調』による東春日井郡大永寺村の字一覧。
- 林（はやし）[10]
- 城之内（しろのうち）[10]
- 東畑（ひがしばた）[10]
- 宮前（みやまえ）[10]
- 柳戸（やなぎど）[10]
- 新宮（しんぐう）[10]
- 天神前（てんじんまえ）[10]
- 寺前（てらまえ）[10]
- 若年（じゃくねん）[10]
- 下流（しもながれ）[10]
- 大杁（おおいり）[10]
- 東嶋（ひがしじま）[10]
- 西嶋（にしじま）[10]
- 浦川田（うらかわだ）[10]
- 寺後（てらうら）[10]
- 亀井戸（かめいど）[10]

## 世帯数と人口
2019年（平成31年）4月1日現在の世帯数と人口は以下の通りである。
| 町丁     | 世帯数  | 人口    |
| -------- | ------- | ------- |
| 大永寺町 | 480世帯 | 1,148人 |

### 人口の変遷
国勢調査による人口の推移
| 1995年（平成7年）  | 931人   | [ WEB 6 ]  |  |
| 2000年（平成12年） | 1,121人 | [ WEB 7 ]  |  |
| 2005年（平成17年） | 1,137人 | [ WEB 8 ]  |  |
| 2010年（平成22年） | 1,182人 | [ WEB 9 ]  |  |
| 2015年（平成27年） | 1,127人 | [ WEB 10 ] |  |

## 学区
市立小・中学校に通う場合、学校等は以下の通りとなる。また、公立高等学校に通う場合の学区は以下の通りとなる。
| 番・番地等 | 小学校               | 中学校                 | 高等学校 |
| ---------- | -------------------- | ---------------------- | -------- |
| 全域       | 名古屋市立二城小学校 | 名古屋市立守山西中学校 | 尾張学区 |

## 交通
- 名古屋市道大永寺線[2]

## 施設

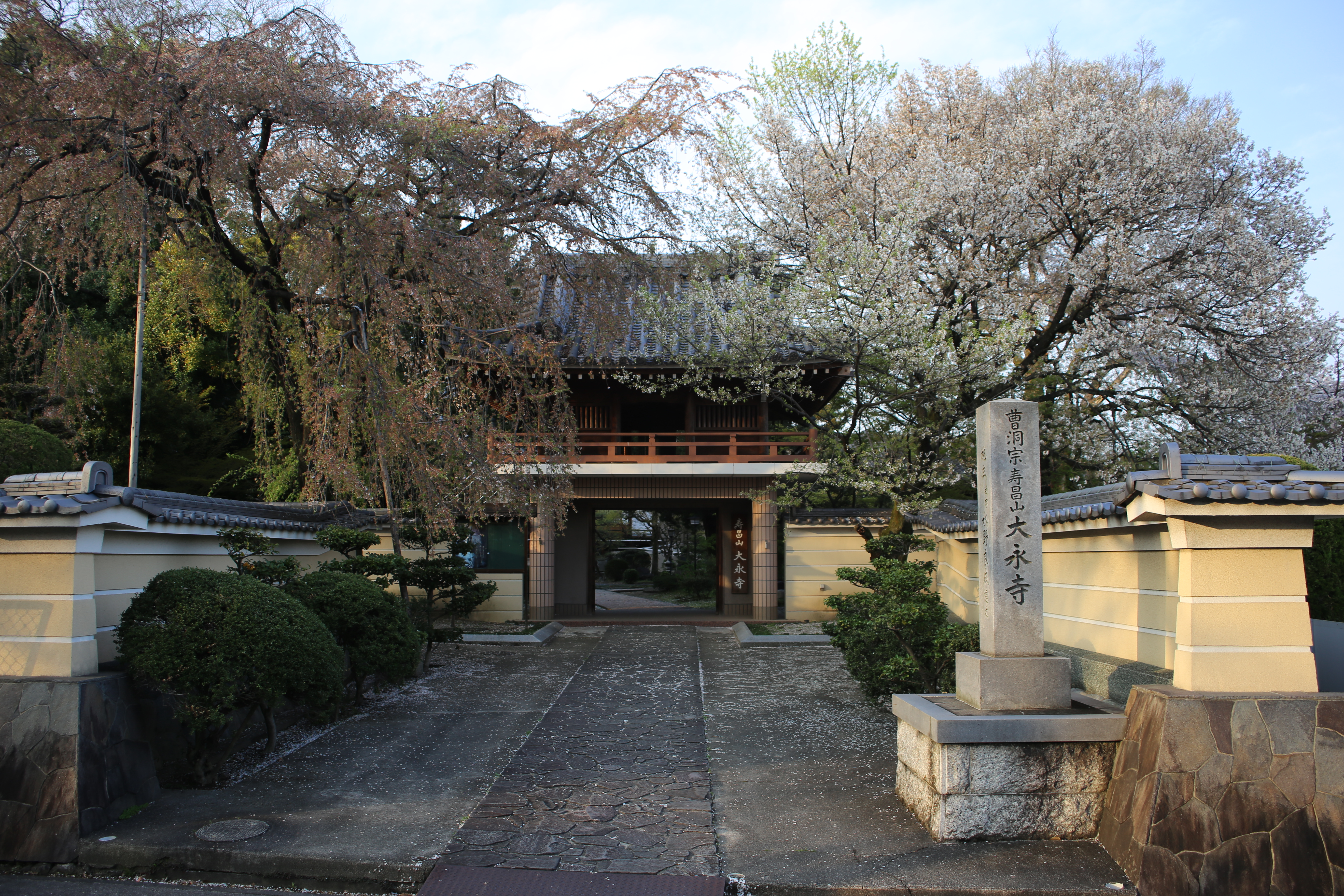
大永寺

- 曹洞宗大永寺[2]
- 大永公園[2]
- 熊野神社[2]
- 大永寺保育園

1976年（昭和51年）6月11日開園。
- 大永寺

## その他

### 日本郵便
- 郵便番号 : 463-0087[WEB 3]（集配局：守山郵便局[WEB 13]）。

### WEB
1. ↑  “愛知県名古屋市守山区の町丁・字一覧”.   人口統計ラボ. 2017年3月26日閲覧。
2. 1 2  “町・丁目(大字)別、年齢(10歳階級)別公簿人口(全市・区別)”.   名古屋市 (2019年4月22日). 2019年4月23日閲覧。
3. 1 2  “郵便番号”.  日本郵便. 2019年3月17日閲覧。
4. ↑  “市外局番の一覧”.   総務省. 2019年1月6日閲覧。
5. ↑  名古屋市役所市民経済局地域振興部住民課町名表示係 (2015年10月21日). “守山区の町名”.   名古屋市. 2017年3月26日閲覧。
6. ↑  総務省統計局 (2014年3月28日). “平成7年国勢調査の調査結果(e-Stat) - 男女別人口及び世帯数 －町丁・字等”. 2019年3月23日閲覧。
7. ↑  総務省統計局 (2014年5月30日). “平成12年国勢調査の調査結果(e-Stat) - 男女別人口及び世帯数 －町丁・字等”. 2019年3月23日閲覧。
8. ↑  総務省統計局 (2014年6月27日). “平成17年国勢調査の調査結果(e-Stat) - 男女別人口及び世帯数 －町丁・字等”. 2019年3月23日閲覧。
9. ↑  総務省統計局 (2012年1月20日). “平成22年国勢調査の調査結果(e-Stat) - 男女別人口及び世帯数 －町丁・字等”. 2019年3月23日閲覧。
10. ↑  総務省統計局 (2017年1月27日). “平成27年国勢調査の調査結果(e-Stat) - 男女別人口及び世帯数 －町丁・字等”. 2019年3月23日閲覧。
11. ↑  “市立小・中学校の通学区域一覧”.   名古屋市 (2018年11月10日). 2019年1月14日閲覧。
12. ↑  “平成29年度以降の愛知県公立高等学校（全日制課程）入学者選抜における通学区域並びに群及びグループ分け案について”.   愛知県教育委員会 (2015年2月16日). 2019年1月14日閲覧。
13. ↑  “郵便番号簿 2018年度版” (PDF).   日本郵便. 2019年5月8日閲覧。

### 文献
1. 1 2 3 4 5 6 7  名古屋市計画局 1992, p. 858.
2. 1 2 3 4 5 6  「角川日本地名大辞典」編纂委員会 1989, p. 1558.
3. ↑  名古屋市計画局 1992, p. 613.
4. ↑  「角川日本地名大辞典」編纂委員会 1989, p. 757.
5. ↑  名古屋市計画局 1992, p. 857.
6. ↑  名古屋市計画局 1992, p. 859.
7. ↑  守山区制50周年記念事業実行委員会 2013, p. 356.
8. 1 2  守山区制50周年記念事業実行委員会 2013, p. 397.
9. ↑  守山区制50周年記念事業実行委員会 2013, p. 359.
10. 1 2 3 4 5 6 7 8 9 10 11 12 13 14 15 16  名古屋市計画局 1992, p. 901.
11. ↑  名古屋市会事務局 1995, p. 52.